# Сантьяго-Хамильтепек
Сантьяго-Хамильтепек (исп. Santiago Jamiltepec)  —   населённый пункт в Мексике, входит в штат Оахака. Население 9303 человека.